# Trèvol ocroleuc
El trèvol ocroleuc és una planta herbàcia, perenne i hemicriptòfita de la família de les fabàcies.

## Descripció
Trifolium ochroleucon és una espècie, embolicada, amb tiges ascendents amb pèls de 10 a 50 centímetres. Els folíols oblongo-el·líptics o lanceolades d'1,5 a 3 centímetres, amb pèls marginals. Les flors són blanco-groguenques, rarament roses, els capítols són globulars o oblongs, asseguts i de 2 a 4 centímetres. Els pètals mesuren d'1,5 a 2 centímetres, el doble de llargs que el calze que té les dents més baixos més llargs que els 4 superiors, i està recorbat en fruit. Floreix a la primavera i l'estiu (de maig a agost).

## Distribució
Té una distribució eurosiberiana de gran àrea. En tot Europa, excepte a Europa septentrional, Irlanda i Holanda.
La trobem en les províncies de Barcelona, Castelló, Girona, Lleida, Tarragona i València.